# Øster Voldgade
Øster Voldgade er en gade i Indre By i København. Den går fra Gothersgade ved Nørreport Station mellem Botanisk Have og Kongens Have til Georg Brandes Plads og videre herfra til et kryds med Oslo Plads ved Østerport Station, hvorfra den fortsætter som Folke Bernadottes Allé.
Øster Voldgade ligger i forlængelse af Nørre Voldgade og Vester Voldgade omkring Indre By. De startede alle deres liv som smalle gader bag den befæstning, der omgav byen indtil 1860'erne. Øster Voldgade lå således bag Østervold, der blev bygget i 1650'erne til erstatning for den gamle vold af samme navn, der omtrent lå hvor Gothersgade nu ligger. Omlægningen gjorde det muligt at inddrage et nyt stort område kaldet Ny-København i den befæstede by.

## Kendte bygninger og beboere
På hjørnet af Øster Voldgade og Gothersgade ligger en lang bygning i neoklassisk stil, der huser Livgardens Kaserne foruden et lille museum for Den Kongelige Livgarde. Bygningen blev tegnet af Johan Cornelius Krieger og stod færdig i 1786.
Ved siden af kasernen ligger hovedindgangen til Rosenborg Slot gennem en port i nr. 4A. Ved siden af porten i nr. 4B ligger Slotsforvalterboligen, der blev bygget i 1688 og udvidet med en ekstra etage i 1777. I tilslutning til Slotsforvalterboligen ligger desuden det jævnaldrende gartnerhus.
På den anden side af gaden ligger observatoriet Østervold skjult bag høje træer på den tidligere Rosenborg Bastion. Det blev bygget til erstatning af det astronomiske observatorium på Rundetårn efter tegninger af Christian Hansen og fungerede som observatorium indtil 1950'erne. På samme side ligger desuden Geologisk Museum på hjørnet af Sølvgade ved Georg Brandes Plads.
På den anden side af Georg Brandes Plads og Sølvgade finder man på hver sit hjørne Statens Museum for Kunst og den tidligere Sølvgades Kaserne, der begge har adresse til Sølvgade. Lidt længere henne i nr. 10 finder man et stort moderne kompleks, der blev bygget mellem 1929 og 1954 for Danmarks Tekniske Universitet. Det huser nu Gefion Gymnasium og Geocenter Danmark, et forskningscenter under Københavns Universitet.
Videre i nr. 20 ligger Østervold Kollegium. På det sidste stykke passeres kvarteret Nyboder, hvis nordlige del her blev opført på Christian 7.'s tid. Kvarteret blev oprindelig startet lidt længere mod syd af kong Christian 4. som boliger for flådens folk. En bronzestatue af Christian 4. skabt af Vilhelm Bissen blev opsat på hjørnet af Kronprinsessegade i 1900. Ved det andet hjørne ligger den lille Eidsvoll Plads. På den anden side af Øster Voldgade i nr. 15 ligger Nyboder Skole, der blev bygget i 1918-1920 til det voksende antal børn i Nyboder.